# Andrew Gleason
Andrew Mattei Gleason (Fresno, California; 4 de noviembre de 1921-17 de octubre de 2008) fue un matemático estadounidense, creador del teorema que lleva su nombre.
Se graduó en la Universidad de Yale en 1942 y, posteriormente, se unió a las fuerzas navales de los Estados Unidos para formar parte del equipo responsable de romper códigos de comunicación japoneses durante la Segunda Guerra Mundial
Fue nombrado miembro junior de la Harvard Society of Fellows de la Universidad de Harvard en 1946 y, posteriormente, se unió al cuerpo de profesores con el cargo de profesor de Matemáticas y Filosofía Natural; ha sido uno de los pocos privilegiados entre los profesores de dicha universidad en no haber obtenido nunca un doctorado.
Se retiró de las actividades académicas en el año 1992.
Es conocido por su trabajo El quinto problema de Hilbert.

## Publicaciones selectas
- One-parameter subgroups and Hilbert's fifth problem, pp. 451–452, vol. 2, Proceedings of the International Congress of Mathematicians, Cambridge, Massachusetts, 1950 (pub. Providence, Rhode Island: American Mathematical Society, 1952.)
- Measures on the closed subspaces of a Hilbert space, Journal of Mathematics and Mechanics 6 (1957), pp. 885–893.
- Projective topological spaces, Illinois Journal of Mathematics 2 (1958), pp. 482–489.
- Fundamentals of abstract analysis, Reading, Massachusetts: Addison-Wesley, 1966; corrected reprint, Boston: Jones and Bartlett, 1991.